# 1908年ロンドンオリンピックのオーストリア選手団
1908年ロンドンオリンピックのオーストリア選手団（1908ねんロンドンオリンピックのオーストリアせんしゅだん）は、1908年4月27日から10月31日にかけてイギリスの首都ロンドンで開催された1908年ロンドンオリンピックのオーストリア選手団、およびその競技結果。

## 概要
今大会は銅メダル1個、合計1個のメダルを獲得した。

## メダル
| メダル | 選手名           | 競技 | 種目           |
| ------ | ---------------- | ---- | -------------- |
| 銅     | オットー・シェフ | 競泳 | 男子400m自由形 |